# District de Tenkasi
Le district de Tenkasi (en tamoul : தென்காசி மாவட்டம், Tenkasi mavattam) est l'un des 38 districts du Tamil Nadu, en Inde. Il a été formé le 22 novembre 2019, séparé du district de Tirunelveli. Le chef-lieu du district est Tenkasi.

## Géographie
Le district partage des frontières avec le district de Tirunelveli au sud, le district de Thoothukudi à l'est, le district de Virudhunagar au nord et l'état du Kerala à l'ouest (districts de Pathanamthitta et de Kollam). La partie ouest du district est traversée par les Ghâts occidentaux, tandis que l'est est principalement constitué de plaines.
Le district de Tenkasi a été formé à partir de 6 taluks: Sivagiri, Sankarankovil, Veerakeralamputhur, Alangulam, Tenkasi et Shenkottai. Deux autres taluks ont été créés après la formation du district: Kadayanallur et Thiruvengadam.

## Démographie
Au recensement de 2011, le district de Tenkasi comptait 1 384 937 habitants. Les castes répertoriées (intouchables) et les tribus répertoriées (adivasis) représentaient respectivement 20,23% et 0,25% de la population. 42,75% de la population vit en zone urbaine.
Le tamoul est la principale langue parlée dans le district, par 98,78% de la population.